# Partecipanti al Tour de France 1938
Qui di seguito viene riportato l'elenco dei partecipanti al Tour de France 1938.

## Corridori per squadra
Nota: R ritirato, NP non partito, FT fuori tempo massimo
| Belgio   | Belgio             | Belgio   | Francia     | Francia             | Francia     | Cadetti    | Cadetti           | Cadetti    |
| -------- | ------------------ | -------- | ----------- | ------------------- | ----------- | ---------- | ----------------- | ---------- |
| 1        | Sylvère Maes       | 14º      | 37          | Antonin Magne       | 8º          | 73         | André Leducq      | 30º        |
| 2        | Marcel Kint        | 9º       | 38          | Pierre Gallien      | 15º         | 74         | René Vietto       | R 2ª       |
| 3        | Félicien Vervaecke | 2º       | 39          | Jean Fréchaut       | 18º         | 75         | Raymond Louviot   | 26º        |
| 4        | Albertin Disseaux  | 12º      | 40          | Auguste Mallet      | R 14ª       | 76         | Raoul Lesueur     | NP 14ª     |
| 5        | Éloi Meulenberg    | R 12ª    | 41          | Marcel Laurent      | R 14ª       | 77         | Sauveur Ducazeaux | E 8ª       |
| 6        | Émile Masson jr    | 34º      | 42          | Pierre Jaminet      | 44º         | 78         | Fabien Galateau   | 28º        |
| 7        | Jules Lowie        | 7º       | 43          | Sylvain Marcaillou  | NP 6ª       | 79         | Robert Tanneveau  | 13º        |
| 8        | Edward Vissers     | 4º       | 44          | Georges Naisse      | R 18ª       | 80         | Robert Oubron     | 41º        |
| 9        | François Neuville  | 17º      | 45          | Victor Cosson       | 3º          | 81         | Jean Fontenay     | 24º        |
| 10       | Theo Pirmez        | R 8ª     | 46          | Georges Speicher    | R 8ª        | 82         | Yvan Marie        | 23º        |
| 11       | René Walschot      | 51º      | 47          | Paul Maye           | NP 6ª       | 83         | Raymond Passat    | 22º        |
| 12       | Constant Lauwers   | 39º      | 48          | Jean-Marie Goasmat  | 11º         | 84         | Bruno Carini      | 47º        |
| Italia   | Italia             | Italia   | Spagna      | Spagna              | Spagna      | Esordienti | Esordienti        | Esordienti |
| 13       | Gino Bartali       | 1º       | 49          | Mariano Cañardo     | 16º         | 85         | Lucien Le Guevel  | 36º        |
| 14       | Vasco Bergamaschi  | 33º      | 50          | Julián Berrendero   | 29º         | 86         | Oreste Bernardoni | 40º        |
| 15       | Aldo Bini          | 48º      | 51          | Rafael Ramos        | 19º         | 87         | Albert Bourlon    | 35º        |
| 16       | Enrico Mollo       | 38º      | 52          | Jacques Alzine      | R 13ª       | 88         | André Deforge     | R 8ª       |
| 17       | Glauco Servadei    | 20º      | 53          | Emiliano Álvarez    | R 8ª        | 89         | Joseph Goutorbe   | R 13ª      |
| 18       | Jules Rossi        | NP 13ª   | 54          | Antonio Prior       | R 1ª        | 90         | Dante Giannello   | 10º        |
| 19       | Mario Vicini       | 6º       | Svizzera    | Svizzera            | Svizzera    | 91         | Eloi Tassin       | R 9ª       |
| 20       | Giordano Cottur    | 25º      | 55          | Edgar Hehlen        | R 13ª       | 92         | Camille Leroy     | 42º        |
| 21       | Augusto Introzzi   | 46º      | 56          | René Pedroli        | R 8ª        | 93         | Pierre Spapperi   | R 14ª      |
| 22       | Giuseppe Martano   | 27º      | 57          | Paul Egli           | 31º         | 94         | Gaston Grimbert   | R 14ª      |
| 23       | Settimio Simonini  | R 11ª    | 58          | Theo Perret         | R 11ª       | 95         | Lucien Lamure     | R 8ª       |
| 24       | Nello Troggi       | 54º      | 59          | Bruno Besana        | R 9ª        | 96         | Charles Bouvet    | R 1ª       |
| Germania | Germania           | Germania | 60          | Albert Knutti       | R 13ª       |            |                   |            |
| 25       | Fritz Scheller     | R 9ª     | Paesi Bassi | Paesi Bassi         | Paesi Bassi |            |                   |            |
| 26       | Karl Seidel        | R 8ª     | 61          | Piet van Nek        | R 8ª        |            |                   |            |
| 27       | Fritz Ruland       | R 2ª     | 62          | Janus Hellemons     | 55º         |            |                   |            |
| 28       | Herbert Hauswald   | 52º      | 63          | Gerrit Schulte      | R 8ª        |            |                   |            |
| 29       | Heinz Wengler      | R 9ª     | 64          | Jozef Dominicus     | R 8ª        |            |                   |            |
| 30       | Reinhold Wendel    | 53º      | 65          | Theo Middelkamp     | 43º         |            |                   |            |
| 31       | Josef Arents       | 45º      | 66          | Antoon van Schendel | 50º         |            |                   |            |
| 32       | Herman Schild      | R 8ª     | Lussemburgo | Lussemburgo         | Lussemburgo |            |                   |            |
| 33       | Paul Langhoff      | R 9ª     | 67          | Mathias Clemens     | 5º          |            |                   |            |
| 34       | Willi Oberbeck     | R 8ª     | 68          | Jean Majerus        | 49º         |            |                   |            |
| 35       | Karl Heide         | R 12ª    | 69          | François Neuens     | 37º         |            |                   |            |
| 36       | Otto Weckerling    | 21º      | 70          | Pierre Clemens      | R 15ª       |            |                   |            |
|          |                    |          | 71          | Arsène Mersch       | 32º         |            |                   |            |
|          |                    |          | 72          | Christophe Didier   | R 11ª       |            |                   |            |